# Condado de Oconee (Carolina del Sur)
El condado de Oconee  (en inglés: Oconee County, South Carolina), fundado en 1868, es uno de los 46 condados del estado estadounidense de Carolina del Sur. En el año 2000 tenía una población de 66 215 habitantes con una densidad poblacional de 41 personas por km². La sede del condado es Walhalla.

## Geografía
Según la Oficina del Censo, el condado tiene un área total de 1746 km² (674,1 mi²), de la cual 1619 km² (625,1 mi²) es tierra y 124 km² (47,9 mi²) es agua.

### Condados adyacentes
- Condado de Jackson norte
- Condado de Transilvania noreste
- Condado de Pickens este
- Condado de Anderson sureste
- Condado de Hart sur
- Condado de Franklin sur
- Condado de Stephens sudoeste
- Condado de Habersham oeste
- Condado de Rabun oeste
- Condado de Macon noroeste

Oconee County es uno de los pocos condados en los EE. UU. a la frontera con otros 10 condados.

## Demografía
En el 2000 la renta per cápita promedia del condado era de $36 666, y el ingreso promedio para una familia era de $43 047. El ingreso per cápita para el condado era de $18 965. En 2000 los hombres tenían un ingreso per cápita de $31 032 contra $22 156 para las mujeres. Alrededor del 10.80% de la población estaba bajo el umbral de pobreza nacional.

## Lugares

### Pueblos
- Salem
- Seneca
- Walhalla
- West Union
- Westminster

### Comunidades no Incorporadas
- Fair Play
- Long Creek
- Mountain Rest
- Newry
- Oakway
- Richland
- Tamassee
- Utica